# Estação Pedro Medina
A Estação Pedro Medina é uma das estações do Biotrén, situada em Chiguayante, entre a Estação Chiguayante e a Estação Manquimávida. Administrada pela Ferrocarriles del Sur (FESUR), faz parte da Linha 1.
Foi inaugurada em 1º de março de 2001. Localiza-se no cruzamento da Avenida Libertador Bernardo O'Higgins com a Rua Nueva. Atende o setor de Pedro Medina.